# Pizza Napoli
Pizza Napoli hay còn gọi là pizza kiểu Napoli (tiếng Ý: pizza napoletana), là một loại bánh pizza có thành phần chính là quả cà chua và pho mát mozzarella. Món ăn này thường được chế biến từ cà chua San Marzano hoặc Pomodorino del Piennolo del Vesuvio trồng trên vùng đồng bằng núi lửa ở phía nam Núi Vesuvius. Ngoài ra, bánh cũng có thể được làm từ Mozzarella di Bufala Campana —loại pho mát được bảo hộ xuất xứ có nguồn gốc từ sữa của trâu nước được nuôi ở vùng đầm lầy cỏ Campania và Lazio trong tình trạng bán hoang dã— hoặc một loại mozzarella làm từ sữa bò mang tên "Mozzarella STG". Pizza Napoli đã được công nhận là Đặc sản truyền thống (STG) ở châu Âu, đồng thời kỹ thuật làm bánh còn được UNESCO công nhận là Di sản văn hóa phi vật thể. Phong cách pizza này đã cấu thành nên loại pizza kiểu New York được chế biến lần đầu bởi những người Ý di cư đến Hoa Kỳ vào đầu thế kỷ 20.

## Chế biến
Theo các quy tắc do Associazione Verace Pizza Napoletana đề xuất, thì bột bánh pizza Napoli chính thống bao gồm bột mì (loại 0 hoặc 00, hoặc hỗn hợp của cả hai), men Napoli tự nhiên hoặc men bia, muối và nước. Để cho ra thành phẩm đúng ý, người chế biến sẽ sử dụng loại bột mì mạnh có hàm lượng protein cao (thường được dùng để làm bánh mì hơn là bánh ngọt), nhào chúng bằng tay hoặc bằng máy trộn tốc độ thấp. Sau khi bột phồng lên, họ phải tạo hình chúng bằng tay mà không dùng đến cán lăn bột hoặc các dụng cụ khác, đồng thời bột dày không quá 3 mm (0,12 in). Sau đó, bánh pizza sẽ được nướng khoảng 60–90 giây trong lò đốt củi 485 °C (905 °F). Khi nấu bánh phải mềm, có độ đàn hồi, không dai và có mùi thơm.

## Biến tấu

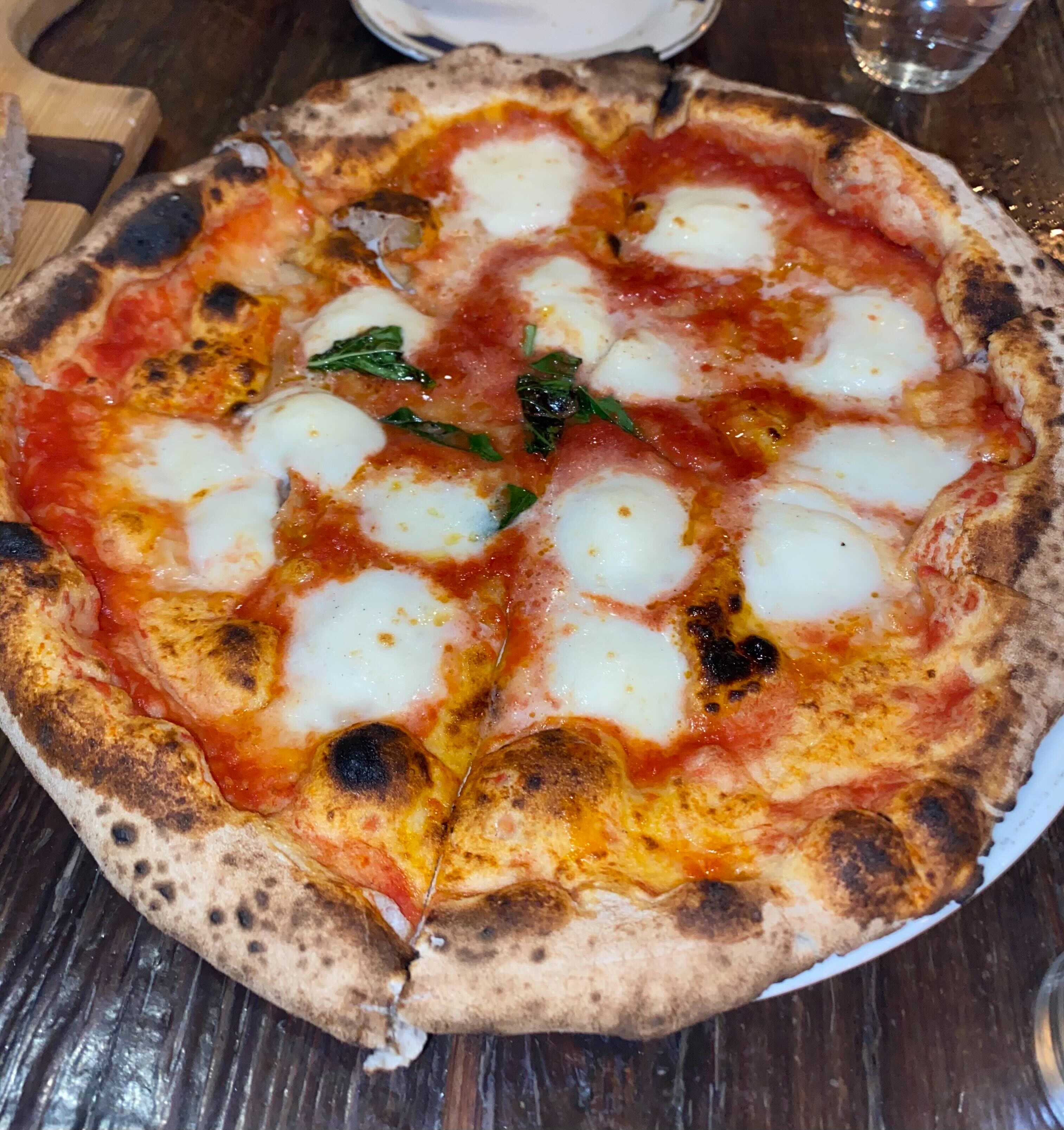
Pizza Napoli ở Fort Lauderdale, Florida, Hoa Kỳ

Pizza Napoli có nhiều biến tấu khác nhau, nhưng phiên bản ban đầu được gọi là pizza Margherita và nó tuân theo các quy chuẩn thiết yếu về nguyên liệu, cà chua, phô mai mozzarella thái lát, húng quế và dầu ô liu nguyên chất, đôi khi còn rắc cả phô mai Parmesan lên trên. Những biến tấu khác bao gồm: pizza marinara được làm từ cà chua, tỏi, oregano, dầu ô liu nguyên chất và pizza Margherita DOP được làm từ cà chua, mozzarella từ Campania, húng quế và dầu ô liu nguyên chất. Pizza Napoli là một sản phẩm được công nhận là Đặc sản Truyền thống (TSG) ở Châu Âu. Chứng nhận TSG chứng minh rằng một món ăn sở hữu một cách khách quan các đặc điểm cụ thể giúp phân biệt nó với tất cả món ăn cùng loại khác, đồng thời nguyên liệu, thành phần hoặc phương pháp sản xuất của nó được giữ nguyên trong ít nhất 30 năm.
Ở Argentina, pizza a la napolitana ("pizza Napoli") là một loại pizza phủ pho mát mozzarella cùng những lát cà chua tươi, ngoài ra cũng có thể gia thêm tỏi vào món ăn.